# Manuel Briones
Manuel C. Briones (* 1. Januar 1894 in Cebu; † nach 1957) war ein philippinischer Journalist und Politiker.

## Biografie
Nach dem Schulbesuch war er zunächst als Journalist tätig und wurde schließlich Redakteur bei den in Cebu erscheinenden spanischsprachigen Tageszeitungen La Tribuna und El Espectador. Daneben studierte er Rechtswissenschaft und erhielt nach Beendigung des Studiums 1916 seine Zulassung zum Rechtsanwalt.
1918 begann er seine politische Laufbahn mit der Wahl zum Mitglied des Repräsentantenhauses, in dem er für vier aufeinander folgenden Legislaturperioden bis 1931 die Interessen von Cebu vertrat. Während dieser Zeit war er Mitautor des ersten Arbeitsgesetzes, dem heutigen Workmen’s Compensation Act. Weiterhin war er zeitweise als Majority Floor Leader Führer der Mehrheitsfraktion und auch Vorsitzender der Parlamentarischen Begutachtungsmission in Mindanao, die zu Bauprojekten von Straßen und Fernstraßen führte. Daneben war er 1930 Mitglied der Mission zur Verhandlung der Souveränität der Philippinen von den Vereinigten Staaten.
Nach seinem Ausscheiden aus dem Repräsentantenhaus wurde er 1931 Mitglied des Senats und vertrat in diesem bis 1935 die Interessen des 10. Senatswahlbezirks, der sich auf Cebu erstreckte. Als solcher war er 1934 auch Mitglied des Verfassungskonvents (Constitutional Convention) und wurde von dieser zum Mitglied des siebenköpfigen Komitees der Weisen gemacht, die die Verfassung der Philippinen von 1935 ausarbeitete.
Bei den Präsidentschaftswahlen 1949 kandidierte er als Bewerber der Nacionalista Party für das Amt des Vizepräsidenten, unterlag dabei jedoch dem Kandidaten der Liberal Party, Fernando López.
Im November 1951 wurde er erneut zum Mitglied des Senats gewählt und gehörte diesem für eine sechsjährige Wahlzeit bis 1957 an. Zuletzt war er zwischen 1954 und 1957 auch Präsident des Senats Pro tempore und als solcher Vertreter des Senatspräsidenten bei dessen Abwesenheit oder Erkrankung.
Briones war darüber hinaus Mitglied zahlreicher internationaler kultureller Institutionen wie der Real Academia Española.